# شهرستان کلارک (واشینگتن)
شهرستان کلارک، واشینگتن (به انگلیسی: Clark County, Washington) یک شهرستان در ایالات متحده آمریکا است که در ایالت واشینگتن واقع شده‌است.

## خصوصیات
شهرستان کلارک ۱٬۶۹۹٫۰۴ کیلومترمربع مساحت دارد.